# Скалеватские выходы
Скелеватские выходы — геологический памятник природы местного значения в Ингулецком районе города Кривой Рог Днепропетровской области.

## История
Объявлен объектом природно-заповедного фонда решением исполнительного комитета Днепропетровского областного совета № 391 от 22 июня 1972 года.

## Характеристика
Расположен на левом берегу реки Ингулец, в 500 метрах от карьера ЮГОКа. Площадь 9 га. Состоит в ведении ОАО «Южный ГОК».